# Basket Rimini Crabs 2007-2008
Questa voce raccoglie le informazioni riguardanti il Basket Rimini Crabs, sponsorizzato Coopsette, nelle competizioni ufficiali della stagione 2007-2008.

## Verdetti stagionali
- Legadue:
  - stagione regolare: 9º posto su 16 squadre (bilancio di 16 vittorie e 14 sconfitte);
  - play-off: eliminazione ai quarti di finale dalla Juvecaserta (0-3).

## Stagione
La squadra è stata costruita sulla base di quella che l'anno prima sfiorò la promozione in serie A. Oltre alla conferma del coach Giampiero Ticchi, anche la rosa dei giocatori rimane inalterata per sette decimi. Le novità sono rappresentate dagli arrivi dell'ala Rashad Bell, dell'americano di passaporto islandese Darrel Lewis e dal ritorno dell'ala piccola sammarinese Andrea Raschi (cresciuto proprio a Rimini). Qualche sporadica apparizione anche per i baby Panzini e Crow.
Il rendimento dei biancorossi inizialmente non rispecchia l'andamento della stagione precedente, con la squadra che a nove giornate dalla fine si ritrovava a due vittorie di vantaggio sulla zona retrocessione. Il taglio di Lewis avvenuto a fine febbraio ed il contemporaneo ingaggio del playmaker italo-australiano Daniel Cioffi (il quale ha avuto un minutaggio nettamente inferiore rispetto al suo predecessore) contribuiscono a far cambiare le cose, in uno strepitoso finale di stagione che ha visto i riminesi ottenere 8 vittorie nelle restanti 9 partite. Questa svolta ha permesso al club non solo di ottenere la salvezza, ma anche di qualificarsi ai quarti di finale dei play-off in virtù del 9º posto finale. Qui i granchi sfiorarono per due volte la vittoria sul campo della Pepsi Caserta ma non riuscirono nell'impresa, uscendo così con un 3-0 nella serie. La quotata formazione casertana venne poi promossa in Serie A.

## Organigramma societario
Area dirigenziale
- Presidente: Adriano Braschi
- Amministratore delegato: Renzo Vecchiato

Area comunicazione
- Addetto stampa: Massimiliano Manduchi
- Addetto stampa: Alessandro Ceccoli

Area sportiva
- General manager: Renzo Vecchiato
- Team manager: Federico Sarti

Area tecnica
- Allenatore: Giampiero Ticchi
- Vice allenatore: Massimo Galli
- Assistente allenatore: Livio Neri

Area sanitaria
- Medico sociale: Enzo Corbari
- Preparatore atletico: Marzio Balducci
- Massaggiatore: Marco Muccini
- Massaggiatore: Alberto Corbari

## Roster
| Basket Rimini Crabs 2007-2008 | Basket Rimini Crabs 2007-2008 |
| Giocatori                     | Staff tecnico                 |
| ----------------------------- | ----------------------------- |

| N. | Naz.                                        | Ruolo | Nome                   | Anno | Alt.   | Peso   |  |
| -- | ------------------------------------------- | ----- | ---------------------- | ---- | ------ | ------ |  |
| 4  | Stati Uniti (bandiera)                      | A     | Omar Thomas            | 1982 | 195 cm | 95 kg  |  |
| 5  | Argentina (bandiera) · Italia (bandiera)    | PG    | Ariel Filloy           | 1987 | 190 cm | 87 kg  |  |
| 6  | Italia (bandiera)                           | P     | Lorenzo Panzini        | 1990 | 186 cm | 79 kg  |  |
| 6  | Australia (bandiera) · Italia (bandiera)    | PG    | Daniel Cioffi          | 1981 | 191 cm | 85 kg  |  |
| 8  | Italia (bandiera)                           | P     | Mauro Pinton           | 1984 | 185 cm | 80 kg  |  |
| 9  | Italia (bandiera)                           | C     | Cristiano Zanus Fortes | 1971 | 206 cm | 112 kg |  |
| 10 | San Marino (bandiera) · Italia (bandiera)   | GA    | Andrea Raschi          | 1979 | 198 cm | 87 kg  |  |
| 11 | Stati Uniti (bandiera)                      | A     | Rashad Bell            | 1982 | 200 cm | 95 kg  |  |
| 12 | Stati Uniti (bandiera) · Islanda (bandiera) | G     | Darrel Lewis           | 1976 | 192 cm | 85 kg  |  |
| 13 | Argentina (bandiera) · Italia (bandiera)    | PG    | Germán Scarone (C)     | 1975 | 190 cm | 86 kg  |  |
| 14 | Canada (bandiera) · Italia (bandiera)       | AC    | Peter Guarasci         | 1974 | 204 cm | 104 kg |  |
| 15 | Italia (bandiera)                           | AC    | Tommaso Rinaldi        | 1985 | 204 cm | 101 kg |  |
| 18 | Italia (bandiera)                           | A     | Nicholas Crow          | 1989 | 196 cm | 80 kg  |  |

| Allenatore                                                                               |
| - Giampiero Ticchi                                                                       |
| Assistente/i                                                                             |
| - Massimo Galli - Livio Neri Legenda - (C) Capitano Roster Aggiornato al: 30 giugno 2008 |

## Risultati

### Campionato

#### Stagione regolare

##### Girone di andata
| Arbitri: | Roberto Pasetto Fabrizio Conti Maurizio Rostain |

|           |          |           |
| Thomas 17 | Punti    | 27 Carter |
| Thomas 4  | Assist   | 3 Carter  |
| Thomas 7  | Rimbalzi | 10 Grant  |

| Arbitri: | Maurizio Pascotto Corrado Federici Antonio Florian |

|                   |          |                          |
| Whiting 21        | Punti    | 16 Bell, Thomas          |
| Devecchi 3        | Assist   | 1 Bell, Guarasci, Thomas |
| Dordei, Vanuzzo 5 | Rimbalzi | 6 Bell                   |

| Arbitri: | Giovanni Di Modica Luca Weidmann Roberto Castelluccio |

|              |          |                |
| Infanti 16   | Punti    | 21 Thomas      |
| Sciutto 5    | Assist   | 2 Bell, Thomas |
| Bougaïeff 13 | Rimbalzi | 10 Thomas      |

| Arbitri: | Gianni Caroti Evangelista Caiazza Alessandro Tirozzi |

|          |          |               |
| Lewis 19 | Punti    | 17 Gigena     |
| Thomas 4 | Assist   | 3 Morri, Ryan |
| Thomas 8 | Rimbalzi | 10 Gigena     |

| Arbitri: | Maurizio Biggi Francesco Paronelli Massimiliano Barni |

|           |          |            |
| Thomas 25 | Punti    | 22 Pickett |
| Filloy 5  | Assist   | 3 Freeman  |
| Bell 12   | Rimbalzi | 9 Ezugwu   |

| Arbitri: | Roberto Pasetto Roberto Pinto Eduardo Ciano |

|                     |          |          |
| Gatto 25            | Punti    | 18 Lewis |
| Childress 3         | Assist   | 4 Lewis  |
| quattro giocatori 6 | Rimbalzi | 9 Bell   |

| Arbitri: | Alessandro Vicino Gaetano Perretti Renato Giovanrosa |

|                    |          |            |
| Thomas 21          | Punti    | 16 Burtt   |
| Guarasci 4         | Assist   | 6 Levin    |
| Guarasci, Thomas 9 | Rimbalzi | 11 Lloreda |

| Arbitri: | Giorgio Provini Gianluca Calbucci Maurizio Rostain |

|                               |          |          |
| Wilson 21                     | Punti    | 25 Lewis |
| Elliott, Nardi, G. Niccolai 3 | Assist   | 3 Filloy |
| Soloperto 10                  | Rimbalzi | 9 Bell   |

| Arbitri: | Gianni Caroti Fabrizio Conti Antonio Florian |

|             |          |                         |
| Formenti 19 | Punti    | 18 Lewis                |
| Dean 4      | Assist   | 2 Lewis, Pinton, Thomas |
| George 12   | Rimbalzi | 14 Guarasci             |

| Arbitri: | Paolo Bertelli Roberto Pinto Gabriele Bettini |

|          |          |          |
| Bell 21  | Punti    | 24 Davis |
| Filloy 4 | Assist   | 5 Davis  |
| Bell 7   | Rimbalzi | 10 Tyler |

| Arbitri: | Luca Weidmann Gianluca Calbucci Eduardo Ciano |

|                    |          |           |
| Maggioli 23        | Punti    | 19 Thomas |
| Hoover, Maggioli 3 | Assist   | 1 Lewis   |
| Maggioli 8         | Rimbalzi | 8 Bell    |

| Arbitri: | Evangelista Caiazza Giovanni Di Modica Alessandro Tirozzi |

|                  |          |                   |
| Bell 24          | Punti    | 17 Collins        |
| Pinton, Thomas 2 | Assist   | 3 Jamison, Masoni |
| Thomas 10        | Rimbalzi | 7 Sacchetti       |

| Arbitri: | Roberto Pasetto Fabrizio Conti Gaetano Perretti |

|           |          |          |
| Aguiar 25 | Punti    | 25 Bell  |
| Boyette 4 | Assist   | 3 Filloy |
| Aguiar 7  | Rimbalzi | 15 Bell  |

| Arbitri: | Emanuele Aronne Alessandro Vicino Gianfranco Ciaglia |

|           |          |           |
| Pinton 19 | Punti    | 21 Ortner |
| Filloy 4  | Assist   | 2 Ortner  |
| Thomas 11 | Rimbalzi | 17 Ortner |

| Arbitri: | Roberto Pinto Gianni Caroti Vincenzo Terranova |

|                     |          |          |
| McKie 22            | Punti    | 24 Bell  |
| quattro giocatori 2 | Assist   | 4 Filloy |
| Mobley 11           | Rimbalzi | 8 Thomas |

##### Girone di ritorno
| Arbitri: | Giovanni Di Modica Giorgio Provini Renato Giovanrosa |

|              |          |                     |
| Rossi 18     | Punti    | 20 Thomas           |
| Gkioulekas 5 | Assist   | 2 quattro giocatori |
| Grant 12     | Rimbalzi | 6 Bell, Guarasci    |

| Arbitri: | Luca Weidmann Gianluca Calbucci Alessandro Terreni |

|                 |          |            |
| Bell, Thomas 22 | Punti    | 26 Bushati |
| Filloy 6        | Assist   | 3 Darby    |
| Guarasci 8      | Rimbalzi | 7 Dordei   |

| Arbitri: | Maurizio Pascotto Gaetano Perretti Francesco Paronelli |

|                  |          |                               |
| Lewis 23         | Punti    | 28 Flores                     |
| Guarasci 5       | Assist   | 2 Bougaïeff, Infanti, Sciutto |
| Bell, Guarasci 8 | Rimbalzi | 11 Bougaïeff                  |

| Arbitri: | Roberto Pinto Corrado Federici Roberto Castelluccio |

|                    |          |                  |
| Reynolds 30        | Punti    | 19 Bell          |
| Morri 6            | Assist   | 2 Filloy         |
| Lollis, Valenti 11 | Rimbalzi | 6 Bell, Guarasci |

| Arbitri: | Evangelista Caiazza Gianni Caroti Vincenzo Terranova |

|            |          |                   |
| Pickett 27 | Punti    | 18 Bell           |
| Pickett 3  | Assist   | 3 Scarone, Thomas |
| Pickett 9  | Rimbalzi | 10 Guarasci       |

| Arbitri: | Luca Weidmann Gabriele Bettini Maurizio Rostain |

|                    |          |              |
| Scarone, Thomas 23 | Punti    | 26 Childress |
| Thomas 3           | Assist   | 9 Ghiacci    |
| Guarasci 8         | Rimbalzi | 6 Johnson    |

| Arbitri: | Roberto Pasetto Roberto Castelluccio Calogero Cappello |

|           |          |                 |
| Adams 15  | Punti    | 22 Bell, Thomas |
| Adams 3   | Assist   | 6 Thomas        |
| Martin 12 | Rimbalzi | 9 Bell          |

| Arbitri: | Saverio Lanzarini Vincenzo Terranova Gianfranco Ciaglia |

|           |          |               |
| Thomas 22 | Punti    | 15 Rogers     |
| Cioffi 3  | Assist   | 5 A. Niccolai |
| Thomas 11 | Rimbalzi | 8 Soloperto   |

| Arbitri: | Maurizio Biggi Alessandro Vicino Eduardo Ciano |

|           |          |                |
| Thomas 30 | Punti    | 21 George      |
| Scarone 3 | Assist   | 4 Bell, Mathis |
| Thomas 7  | Rimbalzi | George 13      |

| Arbitri: | Gianni Caroti Roberto Castelluccio Gaetano Perretti |

|          |          |                   |
| Davis 34 | Punti    | 19 Bell           |
| Davis 5  | Assist   | 3 Pinton, Scarone |
| Tyler 9  | Rimbalzi | 8 Bell, Thomas    |

| Arbitri: | Saverio Lanzarini Gabriele Bettini Renato Giovanrosa |

|          |          |              |
| Bell 18  | Punti    | 17 Hoover    |
| Pinton 4 | Assist   | 4 Maestranzi |
| Bell 12  | Rimbalzi | 7 Farrington |

| Arbitri: | Emanuele Aronne Maurizio Biggi Eduardo Ciano |

|             |          |            |
| Zanelli 20  | Punti    | 23 Scarone |
| Farabello 7 | Assist   | 2 Filloy   |
| Jamison 11  | Rimbalzi | 9 Thomas   |

| Arbitri: | Massimiliano Barni Antonio Florian Giovanni Di Modica |

|           |          |           |
| Thomas 19 | Punti    | 21 Ostler |
| Scarone 5 | Assist   | 4 Fantoni |
| Thomas 9  | Rimbalzi | 7 Fantoni |

| Arbitri: | Maurizio Pascotto Gabriele Bettini Vincenzo Terranova |

|            |          |            |
| Young 35   | Punti    | 25 Scarone |
| Marigney 3 | Assist   | 4 Scarone  |
| Infante 8  | Rimbalzi | 8 Thomas   |

| Arbitri: | Roberto Pasetto Fabrizio Conti Barbara La Rocca |

|                 |          |            |
| Thomas 16       | Punti    | 18 Bagnoli |
| Filloy 5        | Assist   | 5 Levin    |
| Zanus Fortes 12 | Rimbalzi | 13 Bagnoli |

#### Play-off
| Arbitri: | Massimiliano Barni Emanuele Aronne Gianni Caroti |

|             |          |          |
| Díaz 20     | Punti    | 23 Bell  |
| Childress 3 | Assist   | 2 Cioffi |
| Brkic 8     | Rimbalzi | 7 Bell   |

| Arbitri: | Evangelista Caiazza Maurizio Biggi Giovanni Di Modica |

|              |          |           |
| Childress 30 | Punti    | 18 Thomas |
| Childress 3  | Assist   | 3 Scarone |
| Gatto 7      | Rimbalzi | 7 Thomas  |

| Arbitri: | Saverio Lanzarini Roberto Pinto Paolo Bertelli |

|                          |          |                            |
| Bell, Thomas 21          | Punti    | 22 Childress               |
| Thomas 2                 | Assist   | 3 Childress, Díaz, Ghiacci |
| Bell, Guarasci, Thomas 7 | Rimbalzi | 4 Brkic                    |